# كيسو (اليابان)
كيسو (باليابانية: 木曽町) هي بلدية في اليابان، وبلدة في اليابان، تقع في مقاطعة كيسو بمحافظة ناغانو، بلغ عدد سكانها 11,103  نسمة وذلك حسب إحصائيات سنة 2018، تبلغ مساحتها 476.03 كيلومتر مربع.

## المناخ
يظهر الجدول التالي التغييرات المناخية على مدار السنة لكيسو:
| البيانات المناخية لـكيسو            | البيانات المناخية لـكيسو | البيانات المناخية لـكيسو | البيانات المناخية لـكيسو | البيانات المناخية لـكيسو | البيانات المناخية لـكيسو | البيانات المناخية لـكيسو | البيانات المناخية لـكيسو | البيانات المناخية لـكيسو | البيانات المناخية لـكيسو | البيانات المناخية لـكيسو | البيانات المناخية لـكيسو | البيانات المناخية لـكيسو | البيانات المناخية لـكيسو |
| الشهر                               | يناير                    | فبراير                   | مارس                     | أبريل                    | مايو                     | يونيو                    | يوليو                    | أغسطس                    | سبتمبر                   | أكتوبر                   | نوفمبر                   | ديسمبر                   | المعدل السنوي            |
| ----------------------------------- | ------------------------ | ------------------------ | ------------------------ | ------------------------ | ------------------------ | ------------------------ | ------------------------ | ------------------------ | ------------------------ | ------------------------ | ------------------------ | ------------------------ | ------------------------ |
| متوسط درجة الحرارة الكبرى °م (°ف)   | 4.1 (39.4)               | 5.4 (41.7)               | 9.7 (49.5)               | 16.6 (61.9)              | 21.4 (70.5)              | 24.4 (75.9)              | 27.5 (81.5)              | 29.2 (84.6)              | 25.1 (77.2)              | 19.4 (66.9)              | 13.4 (56.1)              | 7.4 (45.3)               | 17.0 (62.5)              |
| متوسط درجة الحرارة الصغرى °م (°ف)   | −7.0 (19.4)              | −6.5 (20.3)              | −2.7 (27.1)              | 2.5 (36.5)               | 7.9 (46.2)               | 13.4 (56.1)              | 17.6 (63.7)              | 18.4 (65.1)              | 14.5 (58.1)              | 7.3 (45.1)               | 0.9 (33.6)               | −4.0 (24.8)              | 5.2 (41.3)               |
| الهطول مم (إنش)                     | 68.1 (2.68)              | 86.2 (3.39)              | 155.8 (6.13)             | 149.1 (5.87)             | 193.2 (7.61)             | 236.3 (9.30)             | 282.0 (11.10)            | 167.0 (6.57)             | 248.4 (9.78)             | 146.1 (5.75)             | 111.9 (4.41)             | 62.9 (2.48)              | 1٬907 (75.07)            |
| متوسط أيام هطول الأمطار (≥ 1.0 mm)  | 7.8                      | 7.7                      | 11.6                     | 11.7                     | 11.9                     | 13.8                     | 15.4                     | 11.1                     | 12.9                     | 10.2                     | 9.0                      | 8.2                      | 131.3                    |
| ساعات سطوع الشمس الشهرية            | 126.8                    | 138.5                    | 162.6                    | 177.5                    | 179.4                    | 140.1                    | 148.6                    | 178.9                    | 132.7                    | 136.4                    | 128.0                    | 128.1                    | 1٬777٫6                  |
| المصدر: Japan Meteorological Agency |                          |                          |                          |                          |                          |                          |                          |                          |                          |                          |                          |                          |                          |